# Silbermuseum Sterckshof

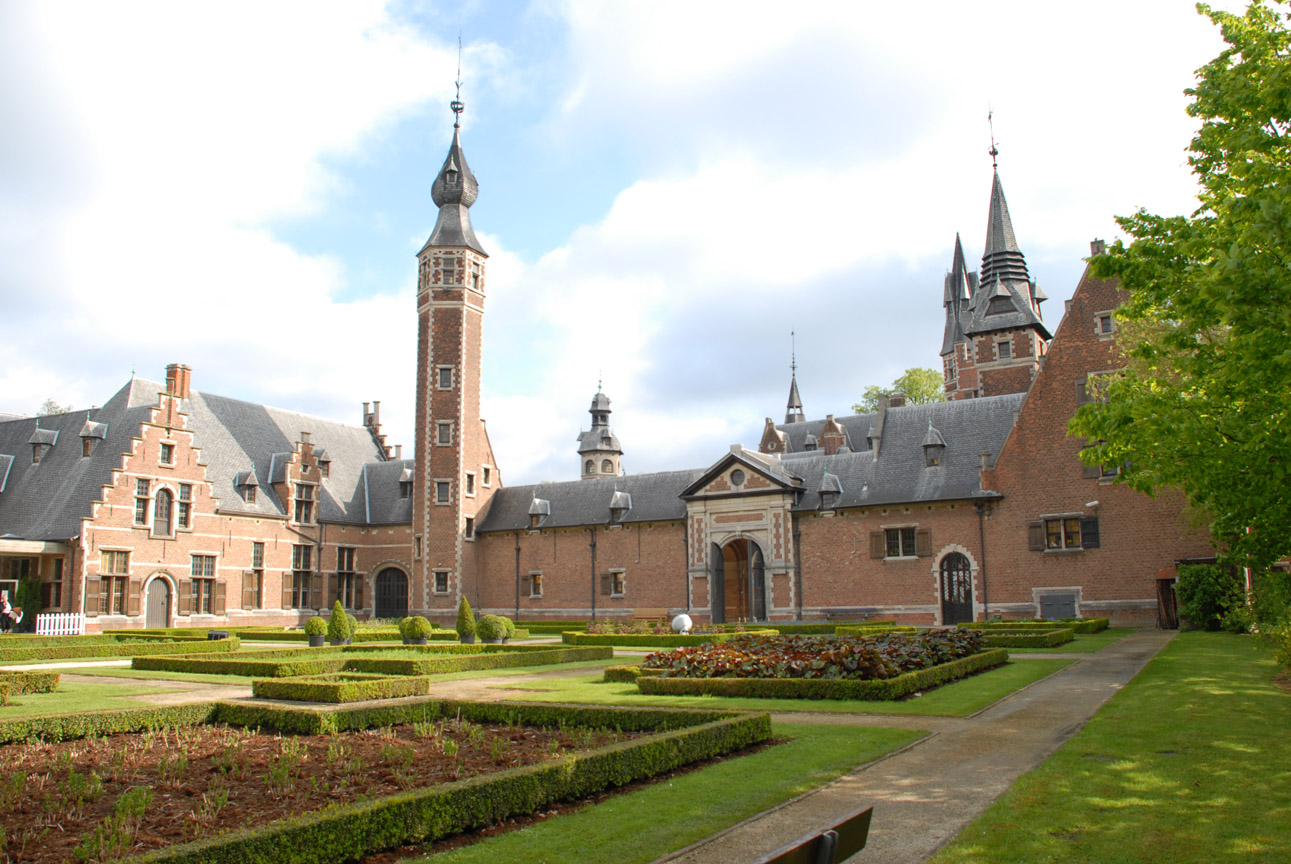
Silbermuseum Sterckshof (Deurne-Antwerpen)

Das Silbermuseum Sterckshof im Schloss Sterckshof in Deurne, einer Gemeinde von Antwerpen (Belgien) war bis 2014 ein Museum zur Silberschmiedekunst.
Die Silbersammlung, die bis in das 16. Jahrhundert zurückreicht, war nach Themen wie Technik, Marken, Stil und Verwendungszweck der Objekte geordnet und in den entsprechenden Kontext eingebunden. 
Als national anerkanntes Museum in Belgien profilierte sich das Museum als Forschungs- und Promotionszentrum für die Silberschmiedekunst. Mit thematischen oder historischen Ausstellungen und Veröffentlichungen füllte es Lücken in der Geschichte der belgischen Silberschmiedekunst. Das Museum spielte eine aktive Rolle in der gegenwärtigen Silberproduktion. Mittels Ausstellungen, Ankäufen und Workshops stimulierte es die Kreativität und Produktivität der Silberdesigner und Silberschmiede.
In der Museumsbibliothek verfügte es über eine Sondersammlung mit Schwerpunkt belgische Silberschmiedekunst. Daneben bot sie eine ausgebreitete Sammlung über angewandte Kunst, Beschreibungen von Kunstgegenständen, Informationen über Künstler, Konservierung und Restaurierung, Techniken und spezifische Themen.
Das Silbermuseum Sterckshof erhielt 2007 als erstes Museum den De Vuurslag, einen kunsthistorischen Preis von Art & Antiques Fair ’s-Hertogenbosch.

## Weblink
- Offizielle Website